# Quanto è bello lu murire acciso
Quanto è bello lu murire acciso è un film del 1975 diretto da Ennio Lorenzini.
Per il documentarista Lorenzini si tratta dell'unico film di finzione come regista.
Il film, il cui titolo è quello di una canzone popolare rielaborata da Roberto De Simone  che è considerato l'antesignano del folk revival napoletano degli anni Settanta , racconta l'impresa del duca Carlo Pisacane organizzata alla maniera mazziniana, badando cioè più all'entusiasmo patriottico che ad una severa preparazione.

## Trama
Carlo Pisacane, imbarcatosi a Genova con ventiquattro volontari con lo scopo di avviare una rivoluzione dei contadini meridionali, fa dirottare la nave, diretta a Tunisi, all'isola di Ponza dove libera 323 detenuti e si rifornisce di armi.
Dopo lo sbarco a Sapri, Pisacane si rende subito conto del mancato aiuto dei liberali napoletani che non vollero avere a che fare con quella spedizione mista con ergastolani che i contadini temevano come una banda di briganti. Nonostante tutto Pisacane vuole proseguire nell'impresa, convinto che basterebbe accendere la scintilla perché la rivoluzione divampi in tutto il Sud d'Italia. Sono invece proprio i contadini ad attaccare e costringere alla fuga i congiurati che in località Salemme presso Sanza  vengono circondati e 25 di loro massacrati. Gli altri, per un totale di 150, vengono catturati e consegnati ai gendarmi.

## Accoglienza

### Critica
Lorenzini reinventa la storia della spedizione facendo risaltarne lo spontaneismo ma rispettandone lo spirito patriottico ideale che l'animava, mostrando simpatia umana e politica per gli uomini che fecero il Risorgimento italiano. Al regista piace immaginare nel racconto che il maggiore dell'esercito borbonico incaricato di combattere i rivoltosi avesse in un certo modo avuto sentore e quasi moralmente condiviso i nobili propositi che li animavano e che il messaggio di Pisacane fosse alla fine raccolto dai contadini. «Sono, l'uno e l'altro, luoghi canonici d'un certo cinema politico (va da sé che Pisacane è assomigliato per qualche verso a Che Guevara), ma inseriti con naturalezza in un racconto che vuole dare, di quella pagina di storia, una immagine dialettica. Nessuno può negare che, ridotto in pillole, il Risorgimento fu anche questo seminar dubbi nelle coscienze» (cfr. Giovanni Grazzini dal Corriere della Sera, 5 marzo 1976).
Anche Tullio Kezich, (cfr. Il Mille film. Dieci anni al cinema 1967-1977, Edizioni Il Formichiere) vede nel film di Lorenzini una metafora dell'«impresa boliviana di Che Guevara, [che] i rivoluzionari scientifici deplorarono [per] tanta cecità spontaneistica [mentre] i libertari ne fecero un mito.» Ma a parte i contenuti politici Kezich rimprovera a Lorenzini le sue aggiunte fantastiche al racconto storico che ne esce travisato soprattutto per l'episodio dei contadini che avrebbero raccolto alla fine il messaggio patriottico rivoluzionario. «Il film di Lorenzini soffre invece di essere raccontato su tre piani diversi (Pisacane, l'ufficiale, i contadini); e non sempre tiene il passo con l'epos delle belle canzoni scritte apposta in modo popolare da Roberto De Simone» (cfr. ibidem).
Anche le inquadrature del cadavere di Pisacane, adagiato su un tavolo prima di essere cremato con gli altri ribelli morti ricordano le famose foto  scattate dai militari boliviani e dai fotografi presenti del corpo di Guevara .

## Riconoscimenti
- 1976 - David di Donatello
  - Premio speciale per la regia (Ennio Lorenzini)
- 1976 - Nastro d'argento
  - Migliore regista italiano esordiente (Ennio Lorenzini)
- 1976 - Globo d'oro
  - Miglior opera prima (Ennio Lorenzini)